# Rio Branco AC
Der Rio Branco Atlético Clube, kurz auch RBAC genannt, ist ein brasilianischer Fußballverein aus Vitória im Bundesstaat Espírito Santo.

## Geschichte
Der Verein wurde 1913 unter dem Namen Juventude e Vigor gegründet, 1914 in Rio Branco Football Club und schließlich 1941 in seinen heutigen Namen umbenannt. Der Verein war lange dominierend im Staat Espírito Santo und ist mit 37 Meistertiteln auch sein Rekordtitelträger. Seine Dominanz endete in den 1980er Jahren, so dass er erst nach einer fünfundzwanzigjährigen Durststrecke 2010 wieder einen Meistertitel feiern konnte. Zwischenzeitlich war der Club sogar in die zweite Staatsliga abgerutscht.
In der nationalen Meisterschaft Brasiliens war der RBAC letztmals 1987 in der obersten Klasse der Série A vertreten. Bis 2010 ist sein Abstieg aus allen Spielklassen erfolgt. Erst 2015 ist ihm wieder der Einstieg in die Meisterschaft in deren unterster Klasse der Série D gelungen, in der bis heute vertreten ist.

## Erfolge
- Staatsmeister von Espírito Santo (39×): 1918, 1919, 1921, 1924, 1929, 1930, 1934, 1935, 1936, 1937, 1938, 1939, 1941, 1942, 1945, 1946, 1947, 1949, 1951, 1957, 1958, 1959, 1962, 1963, 1966, 1968, 1969, 1970, 1971, 1973, 1975, 1978, 1982, 1983, 1985, 2010, 2015, 2024, 2025
- Staatspokal von Espírito Santo: 2016

## Stadion

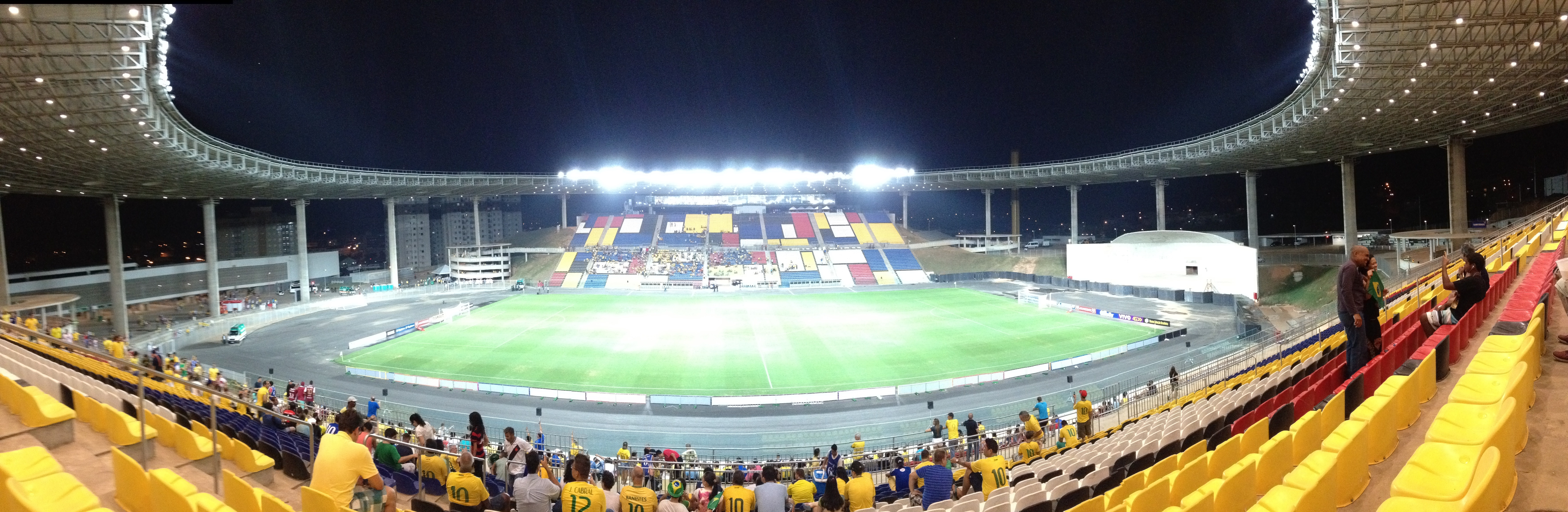
Estádio Kléber Andrade

Der Verein trägt seine Heimspiele im Estádio Kléber Andrade, auch unter dem Namen Estádio Estadual Kléber José de Andrade bekannt, in Cariacica aus. Das Stadion hat ein Fassungsvermögen von 21.150 Personen.

## Bekannte Trainer
- Vanderlei Luxemburgo (1983)